# Saturday Night Program よるらじ
Saturday Night Program よるらじ（サタデー・ナイト・プログラム- ）は、2007年10月から2009年4月4日まで、日本標準時毎週土曜日21:00から23:30まで静岡放送で放送された若者向け音楽ラジオ番組である。
静岡県内の流行曲・歌謡曲の人気順位発表と、メッセージテーマを中心としたトーク、若者の悩み相談などによって構成された。

## 出演者
初代パーソナリティ（2007年10月 - 2008年9月）
- スナオマサカズ
- 渡邊愛

2代目パーソナリティ（2008年10月 - 2009年4月）
- 岡村久則（SBSアナウンサー）
- 鬼頭里枝（同上）

## コーナー
J POP TOP10
県内の楽曲売り上げ数や放送局へのリクエストなどを総合した邦楽人気ランキング。
SBS POPULAR BEST 10
SBSで20年以上続いた洋楽人気ランキング。
よるらじホームルーム
毎週異なるテーマについてリスナーからのメッセージを募集し、そのテーマについて話し合うコーナー。アーティストや若いリスナー、学生などを招いて近況をインタビューすることもあり、フリーコーナー的要素が大きい番組の主軸。
教えて！キトー先生!!
リスナーの悩みに「キトー先生」なるセレブ女性が答えていくコーナー。キトー先生は鬼頭アナウンサーとは別人という設定。若者の恋や性についての悩みに回答するパターンが多い。
キトーのお説教ルーム
毎週放送の中で紹介したリスナーのメッセージの中から、一通「お説教ルーム行き」を決定し、キトー先生がムチの効果音とともに説教を敢行。ちょうど同じ時間帯に放送しているテレビ番組『恋のから騒ぎ』の「愛の説教部屋」を意識したものであることは、番組内でも公言されている。
ニャン☆にゃん ぱらだいす
22時45分頃に放送。基本的に録音だが、ほぼ隔週で生放送も行うも、2011年12月31日をもって終了した。パーソナリティ：穴原辰宣・こねこねこ

## 放送の特徴
2008年9月期までは楽曲の紹介が中心の番組であったが、2008年10月期以降、ラジオパーソナリティをSBSアナウンサーが担当することになり、トーク主体の番組構成となった。
またサントムーン柿田川にある専用サテライトスタジオからの公開放送も約月1回行われていた（『ニャン☆にゃん ぱらだいす』も生放送実施日と重なればここから放送する。）